# Кулаковское
Кулаковское, Осхотлампи — озеро на территории Сосновецкого сельского поселения Беломорского района Республики Карелии.

## Общие сведения
Площадь озера — 1,2 км². Располагается на высоте 119,9 метров над уровнем моря.
Форма озера продолговатая: оно вытянуто с северо-запада на юго-восток. Берега преимущественно заболоченные.
С юго-восточной стороны озера вытекает ручей Лубож, впадающий в озеро Вирнаволокское, входящее в цепочку озёр «Верхнее Венозеро → Венъярви → Вирнаволокское → Серноярви», через которые протекает водоток, впадающий в озеро Берёзовое. Последнее соединяется короткой протокой с озером Тунгудским, через которое протекает река Тунгуда, впадающая в реку Нижний Выг.
Код объекта в государственном водном реестре — 02020001311102000008609.